# Гігантомахія

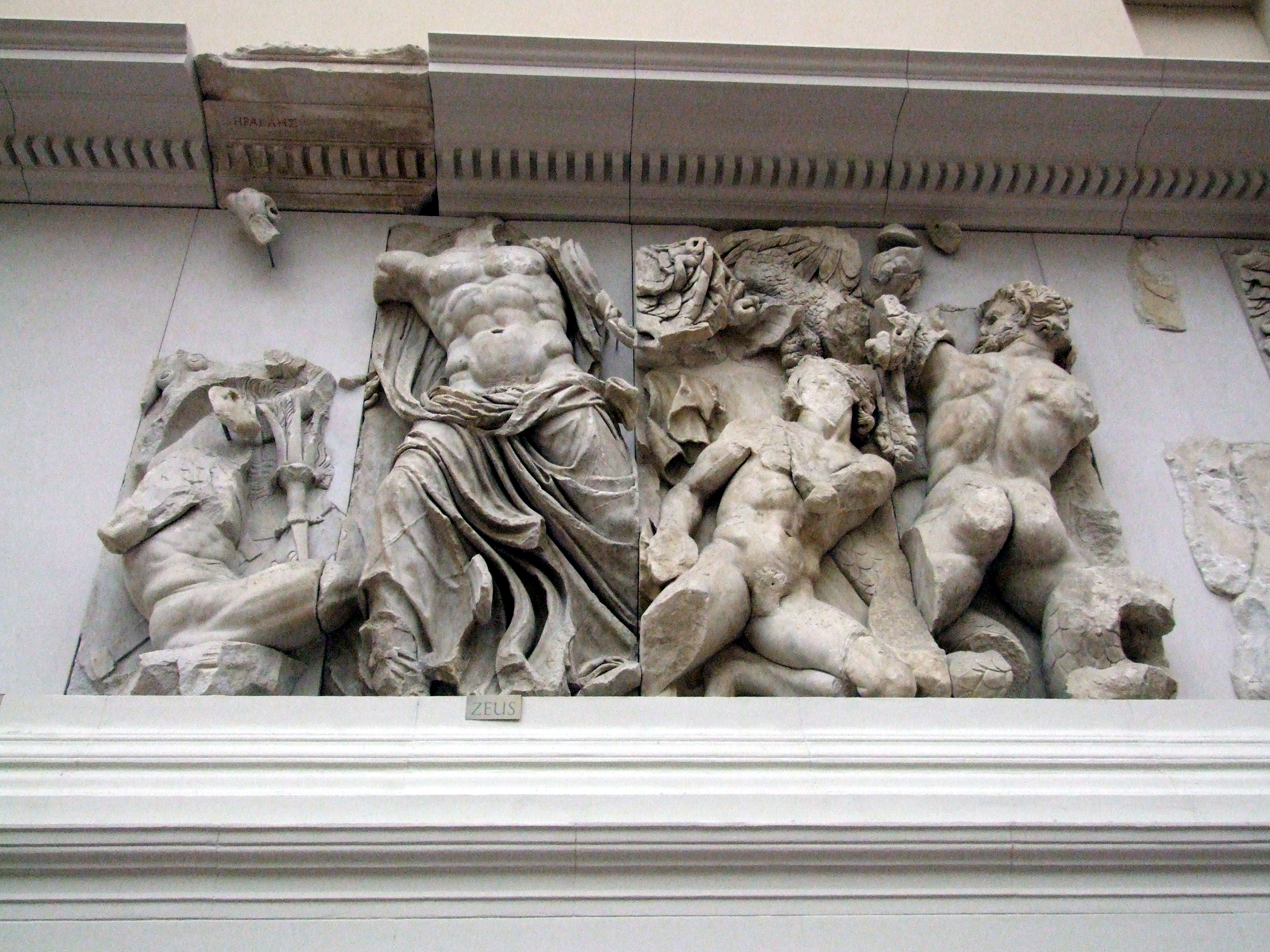
Сцена гігантомахії: Боротьба Зевса із Порфіріоном, Пергамський вівтар, Пергамський музей, Берлін

Гігантома́хія (грец. γιγαντo-μαχια) — боротьба олімпійських богів з гігантами у давньогрецькій міфології. Під час боротьби гіганти програли.

## Гігантомахія в міфах
Велетні, звані гігантами, народилися від Геї, коли на неї капала кров Урана, оскопленого Кроносом. За Гесіодом, гігантів було 150, вони мали подобу людей зі зміями замість ніг. За Аполлодором, гіганти були народжені Геєю невдовзі після поразки титанів у титаномахії, щоб помститися Зевсу та його союзникам. За ним відомі імена кількох з цих велетнів: Агрій, Алкіной, Гратіон, Іполіт, Клітій, Мімант, Паллант, Полідор, Порфіріон, Тоон, Евріт, Ефіальт, Енкілад.
Гіганти пішли наступом на Олімп, щоб скинути богів, жбурляючи скелі і велетенські дерева. Боги не могли протистояти їм, оскільки Гея зробила своїх синів невразливими до божественної зброї, якщо тільки герой у левиній шкурі не роздобуде траву, яка зніме її чари. Тоді олімпійці покликали на допомогу кіклопів, гекатонхейрів та героя Геракла, котрий знайшов потрібну траву. Зевс наказав Геліосу, Селені й Еос не світити на час битви. Першим на небо дістався Порфіріон, Зевс убив його й скинув на землю, але гігант ожив, бо живився силою Геї, але його вразив стрілою Геракл.
Разом Геракл і олімпійці зрештою перемогли всіх гігантів, а тих, що втікали, наздогнали і повбивали. Деякі, що опинилися похованим під скелями, називалися причиною вулканічних вивержень. Кістки мамонтів, які знаходили давні греки, приписувалися гігантам.

## Гігантомахія в мистецтві
В античній Греції гігантомахія — один з найпопулярніших міфів, сюжет для численних скульптурних творів. У столиці Пергамського царства Пергамі в ІІ столітті до н. е. на честь Зевса було споруджено вівтар, на якому зображено сцени гігантомахії.
Пергамський вівтар виявлено внаслідок археологічних розкопок у 70-х роках XIX століття. До Другої світової війни він зберігався в спеціально побудованому берлінському музеї Albertinum. Фриз із зображенням гігантомахії завдовжки 120 метрів. На малому фризі, що міститься на другому ярусі, відтворено міф про Телефа. З великого фриза збереглося близько 50 фігур богів і стільки ж гігантів. Пергамський вівтар уже в античності вважали за одне з семи чудес світу.